# گمینا تژمشنو
گمینا تژمشنو (به لهستانی:  Gmina Trzemeszno) یک گمینا در لهستان است که در شهرستان گنگزنو واقع شده‌است. گمینا تژمشنو ۱۷۴٫۸۱ کیلومتر مربع مساحت و ۱۴٬۰۱۹ نفر جمعیت دارد.